# Estocolm
Estocolm (en suec Stockholm) ( ? i  escolteu-ne la pronunciació en suec) és la capital del Regne de Suècia i la més gran de les capitals escandinaves. La seva conurbació, a cavall del llac Mälaren i el mar Bàltic, passa del milió d'habitants. La ciutat s'estén per un conjunt d'illes, de les quals la més significativa és la que forma la Gamla Stan, o ciutat vella. L'edifici seu de l'Ajuntament és famós internacionalment, ja que és on es fa el lliurament dels prestigiosos Premis Nobel.
La ciutat d'Estocolm estricta (Stockholms kommun) té 871.952 habitants (31-12-2012). No obstant això, el nom d'Estocolm és generalment donat al conjunt del comtat d'Estocolm, que en reagrupa 2.011.047 (30-09-2009).
En tant que capital sueca, el govern hi resideix i el parlament s'hi reuneix. És igualment la residència del cap de l'Estat, el rei Carles XVI Gustau de Suècia.

## Geografia
Si bé Estocolm va ser fundada sobre la petita illa de Gamla Stan (vella ciutat) situada exactament entre el llac Mälaren i el mar Bàltic, s'ha desenvolupat cap al nord on es troben Norrmalm i Östermalm, i al sud cap a Södermalm. En total, s'estira sobre 14 illes, fent de l'aigua un element omnipresent. La ciutat compta amb 53 ponts que permeten circular entre els diferents barris.
Estocolm disposa d'un important arxipèlag, constituït de milers d'illes, paradís per als habitants de la ciutat a qui agrada passejar-s'hi el cap de setmana.
Com totes les ciutats escandinaves, es troba molt ben comunicada via marítima amb les altres ciutats importants del seu entorn, com Göteborg (via llacs interiors i el Göta Älv), Hèlsinki o Copenhaguen i les ciutats costaneres d'Alemanya, Polònia i les repúbliques bàltiques.
Les coordenades d'Estocolm són : 59° 21′ N, 18° 4′ E.

### Districtes
La ciutat d'Estocolm es divideix administrativament en 14 districtes (stadsdelsområde, en suec):
- Bromma.
- Enskede-Årsta-Vantör.
- Farsta.
- Hägersten-Liljeholmen.
- Hässelby-Vällingby.
- Kungsholmen.
- Norrmalm.
- Rinkeby-Kista.
- Skarpnäck.
- Skärholmen.
- Spånga-Tensta.
- Södermalm.
- Älvsjö.
- Östermalm.

### Zona metropolitana
La zona metropolitana d'Estocolm (en suec Storstockholm i Greater Stockholm en anglès) és la més gran de les tres que hi ha Suècia. Hi viuen 2.231.439 habitants (2015) i està compresa, a més d'Estocolm, pels següents municipis:
- Nord d'Estocolm: 
  - Järfälla
  - Solna
  - Täby
  - Sollentuna
  - Lidingö
  - Upplands Väsby
  - Österåker
  - Sigtuna
  - Sundbyberg
  - Danderyd
  - Vallentuna
  - Ekerö
  - Upplands-Bro
  - Vaxholm
  - Norrtälje
- Sud d'Estocolm: 
  - Huddinge
  - Nacka
  - Botkyrka
  - Haninge
  - Tyresö
  - Värmdö
  - Södertälje
  - Salem (Suècia)
  - Nykvarn
  - Nynäshamn

## Clima
Estocolm té un clima temperat humit en la classificació climàtica de Köppen. La ciutat té una mitjana de 1.981 hores de sol anualment.
El rècord de temperatura màxima va ser de 34.4 °C i el rècord de la més baixa -28.3 °C. Normalment les precipitacions són de neu de desembre a març.
| Dades climàtiques a Stockholm, 2002−2014; precipitation 1961–1990; extremes since 1901 | Dades climàtiques a Stockholm, 2002−2014; precipitation 1961–1990; extremes since 1901 | Dades climàtiques a Stockholm, 2002−2014; precipitation 1961–1990; extremes since 1901 | Dades climàtiques a Stockholm, 2002−2014; precipitation 1961–1990; extremes since 1901 | Dades climàtiques a Stockholm, 2002−2014; precipitation 1961–1990; extremes since 1901 | Dades climàtiques a Stockholm, 2002−2014; precipitation 1961–1990; extremes since 1901 | Dades climàtiques a Stockholm, 2002−2014; precipitation 1961–1990; extremes since 1901 | Dades climàtiques a Stockholm, 2002−2014; precipitation 1961–1990; extremes since 1901 | Dades climàtiques a Stockholm, 2002−2014; precipitation 1961–1990; extremes since 1901 | Dades climàtiques a Stockholm, 2002−2014; precipitation 1961–1990; extremes since 1901 | Dades climàtiques a Stockholm, 2002−2014; precipitation 1961–1990; extremes since 1901 | Dades climàtiques a Stockholm, 2002−2014; precipitation 1961–1990; extremes since 1901 | Dades climàtiques a Stockholm, 2002−2014; precipitation 1961–1990; extremes since 1901 | Dades climàtiques a Stockholm, 2002−2014; precipitation 1961–1990; extremes since 1901 |
| Mes                                                                                    | gen                                                                                    | febr                                                                                   | març                                                                                   | abr                                                                                    | maig                                                                                   | juny                                                                                   | jul                                                                                    | ag                                                                                     | set                                                                                    | oct                                                                                    | nov                                                                                    | des                                                                                    | anual                                                                                  |
| -------------------------------------------------------------------------------------- | -------------------------------------------------------------------------------------- | -------------------------------------------------------------------------------------- | -------------------------------------------------------------------------------------- | -------------------------------------------------------------------------------------- | -------------------------------------------------------------------------------------- | -------------------------------------------------------------------------------------- | -------------------------------------------------------------------------------------- | -------------------------------------------------------------------------------------- | -------------------------------------------------------------------------------------- | -------------------------------------------------------------------------------------- | -------------------------------------------------------------------------------------- | -------------------------------------------------------------------------------------- | -------------------------------------------------------------------------------------- |
| Màxima rècord °C (°F)                                                                  | 11.0 (51.8)                                                                            | 12.2 (54)                                                                              | 17.8 (64)                                                                              | 26.1 (79)                                                                              | 29.0 (84.2)                                                                            | 32.2 (90)                                                                              | 36.0 (96.8)                                                                            | 35.4 (95.7)                                                                            | 27.9 (82.2)                                                                            | 20.2 (68.4)                                                                            | 14.0 (57.2)                                                                            | 12.2 (54)                                                                              | 36.0 (96.8)                                                                            |
| Màxima mitjana °C (°F)                                                                 | 0.4 (32.7)                                                                             | 0.6 (33.1)                                                                             | 4.5 (40.1)                                                                             | 11.3 (52.3)                                                                            | 16.8 (62.2)                                                                            | 20.7 (69.3)                                                                            | 21.9 (71.4)                                                                            | 20.4 (68.7)                                                                            | 16.9 (62.4)                                                                            | 10.0 (50)                                                                              | 5.6 (42.1)                                                                             | 2.1 (35.8)                                                                             | 11.2 (52.2)                                                                            |
| Mitjana diària °C (°F)                                                                 | −1.5 (29.3)                                                                            | −1.4 (29.5)                                                                            | 1.5 (34.7)                                                                             | 7.0 (44.6)                                                                             | 12.1 (53.8)                                                                            | 16.2 (61.2)                                                                            | 19.6 (67.3)                                                                            | 18.3 (64.9)                                                                            | 13.6 (56.5)                                                                            | 7.6 (45.7)                                                                             | 3.8 (38.8)                                                                             | 0.2 (32.4)                                                                             | 8.0 (46.4)                                                                             |
| Mínima mitjana °C (°F)                                                                 | −3.4 (25.9)                                                                            | −3.5 (25.7)                                                                            | −1.4 (29.5)                                                                            | 2.8 (37)                                                                               | 7.4 (45.3)                                                                             | 11.3 (52.3)                                                                            | 13.1 (55.6)                                                                            | 12.7 (54.9)                                                                            | 10.2 (50.4)                                                                            | 5.2 (41.4)                                                                             | 1.9 (35.4)                                                                             | −1.5 (29.3)                                                                            | 4.9 (40.8)                                                                             |
| Mínima rècord °C (°F)                                                                  | −32 (−26)                                                                              | −30 (−22)                                                                              | −25.5 (−13.9)                                                                          | −22.0 (−7.6)                                                                           | −6.5 (20.3)                                                                            | 0.0 (32)                                                                               | 4.3 (39.7)                                                                             | 2.0 (35.6)                                                                             | −3.5 (25.7)                                                                            | −9.0 (15.8)                                                                            | −18 (0)                                                                                | −22.5 (−8.5)                                                                           | −32.0 (−25.6)                                                                          |
| Precipitació mitjana mm (polzades)                                                     | 39 (1.54)                                                                              | 27 (1.06)                                                                              | 26 (1.02)                                                                              | 30 (1.18)                                                                              | 30 (1.18)                                                                              | 45 (1.77)                                                                              | 72 (2.83)                                                                              | 66 (2.6)                                                                               | 55 (2.17)                                                                              | 50 (1.97)                                                                              | 53 (2.09)                                                                              | 46 (1.81)                                                                              | 539 (21.22)                                                                            |
| Mitjana de dies de precipitació (≥ 1.0 mm)                                             | 10                                                                                     | 7                                                                                      | 7                                                                                      | 7                                                                                      | 7                                                                                      | 7                                                                                      | 10                                                                                     | 10                                                                                     | 10                                                                                     | 9                                                                                      | 11                                                                                     | 10                                                                                     | 105                                                                                    |
| Mitjana mensual d'hores de sol                                                         | 40                                                                                     | 66                                                                                     | 170                                                                                    | 235                                                                                    | 270                                                                                    | 278                                                                                    | 276                                                                                    | 227                                                                                    | 182                                                                                    | 100                                                                                    | 47                                                                                     | 35                                                                                     | 1.926                                                                                  |
| Font #1: SMHI Monthly Data                                                             |                                                                                        |                                                                                        |                                                                                        |                                                                                        |                                                                                        |                                                                                        |                                                                                        |                                                                                        |                                                                                        |                                                                                        |                                                                                        |                                                                                        |                                                                                        |
| Font #2: SMHI                                                                          |                                                                                        |                                                                                        |                                                                                        |                                                                                        |                                                                                        |                                                                                        |                                                                                        |                                                                                        |                                                                                        |                                                                                        |                                                                                        |                                                                                        |                                                                                        |

## Política
Estocolm és un dels 290 municipis de Suècia, i és la capital del comtat d'Estocolm. Aquest últim és responsable de les polítiques de salut i de transport de la ciutat, així com dels principals centres culturals.
Des de 1998 el municipi està dividit en 18 districtes, que tenen la responsabilitat de les escoles primàries, l'assistència social, els lleures i els mitjans culturals locals. Des de les eleccions municipals de 2014, una majoria de centre-esquerra governa la ciutat, amb Karin Wanngård, del Partit Socialdemòcrata de Suècia, com a alcaldessa d'Estocolm.

## Història

### Els començaments d'Estocolm

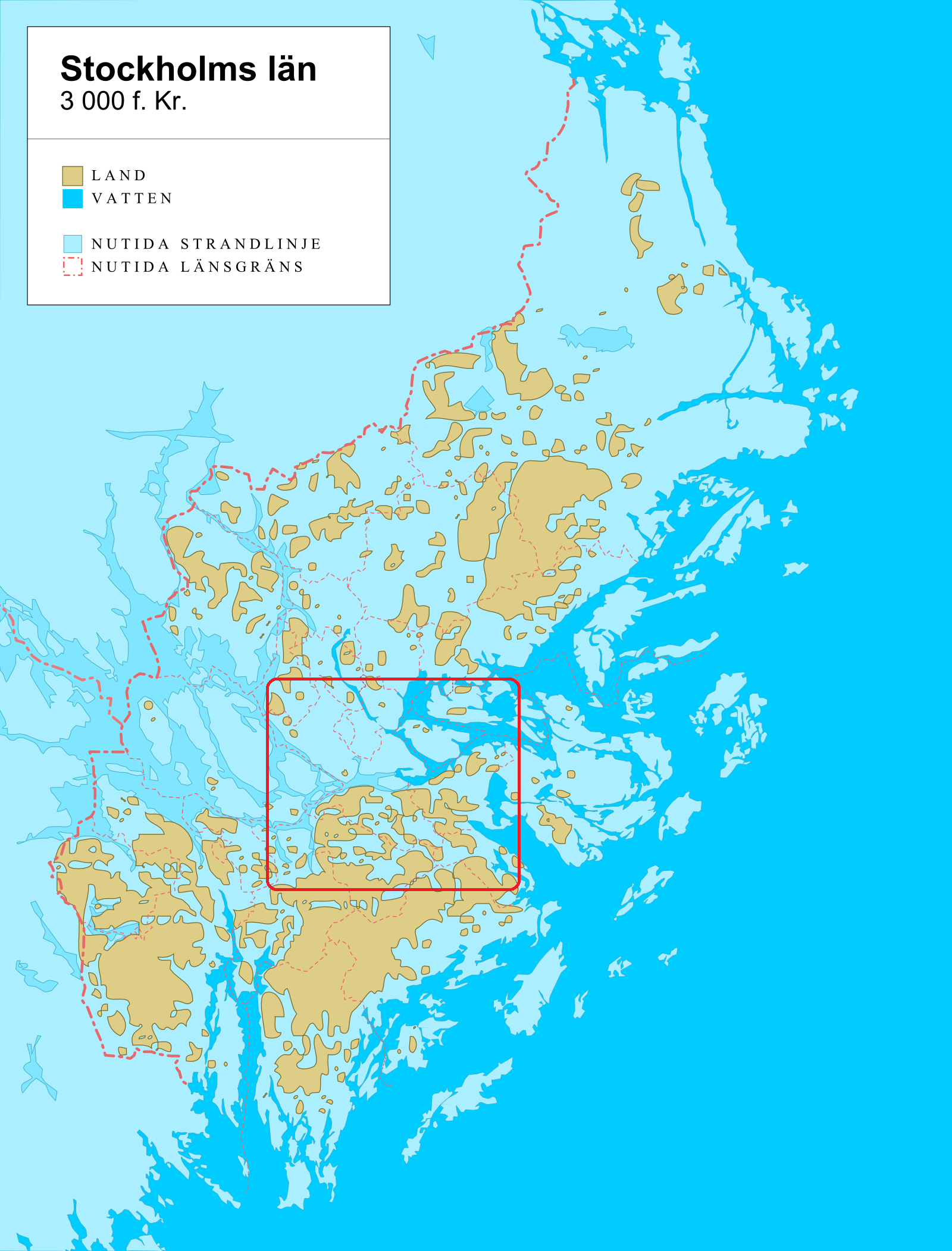
Stockholmsområdet vid 3 000 f.kr.

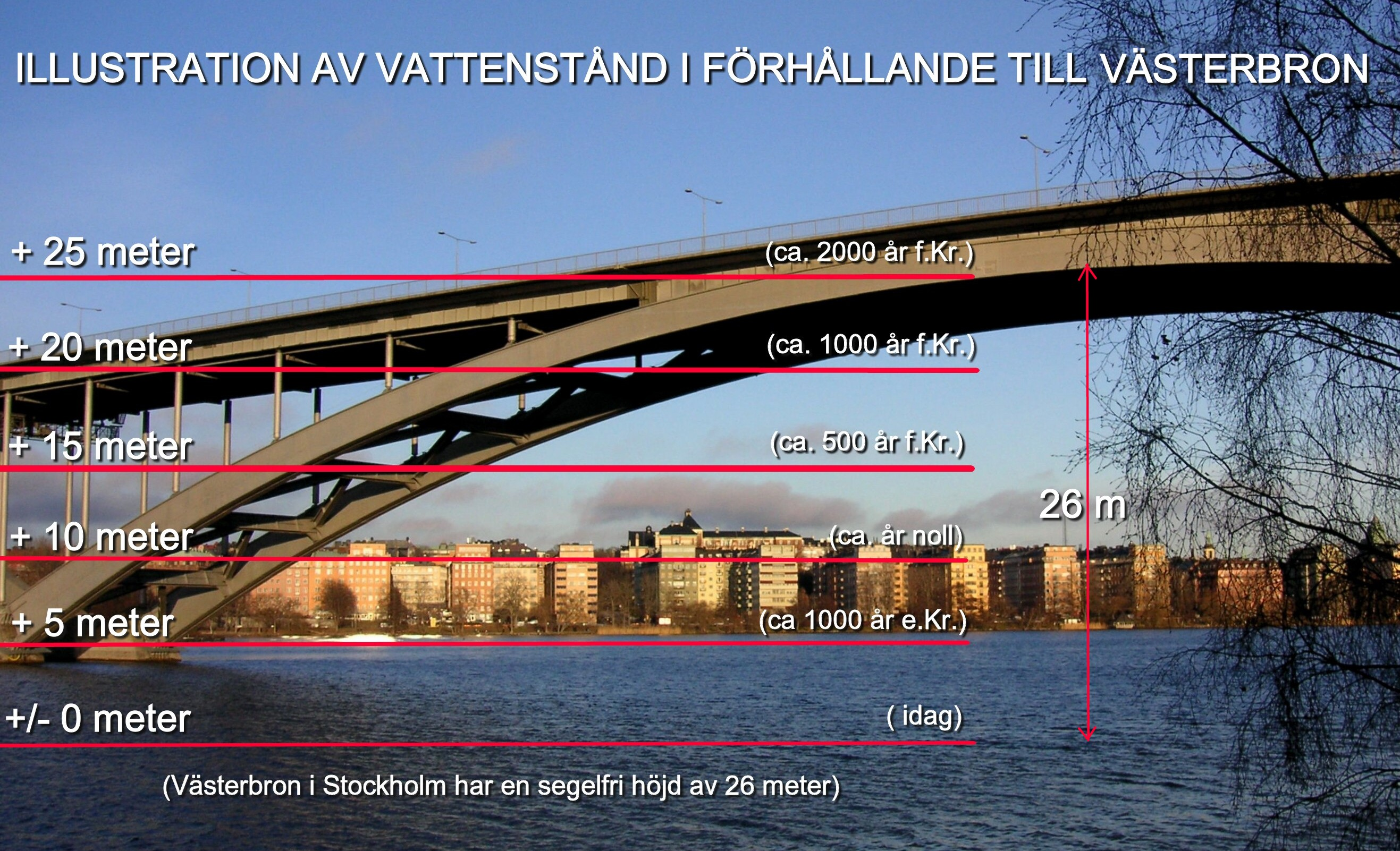
Il·lustració de diferents nivells històrics de l'aigua a l'àrea d'Estocolm comparats amb Västerbron

La primera menció de la ciutat d'Estocolm data de 1252. La ciutat es redueix llavors a la petita illa de Gamla Stan (Vella ciutat). Hauria estat fundada per Birger Jarl, per a protegir Suècia d'invasions de flotes estrangeres i per a posar fi als pillatges dels quals n'eren víctimes ciutats com a Sigtuna situada sobre el llac Mälaren. El primer edifici construït va ser un fort que controlava el trànsit marítim entre el mar Bàltic i el llac Mälaren.

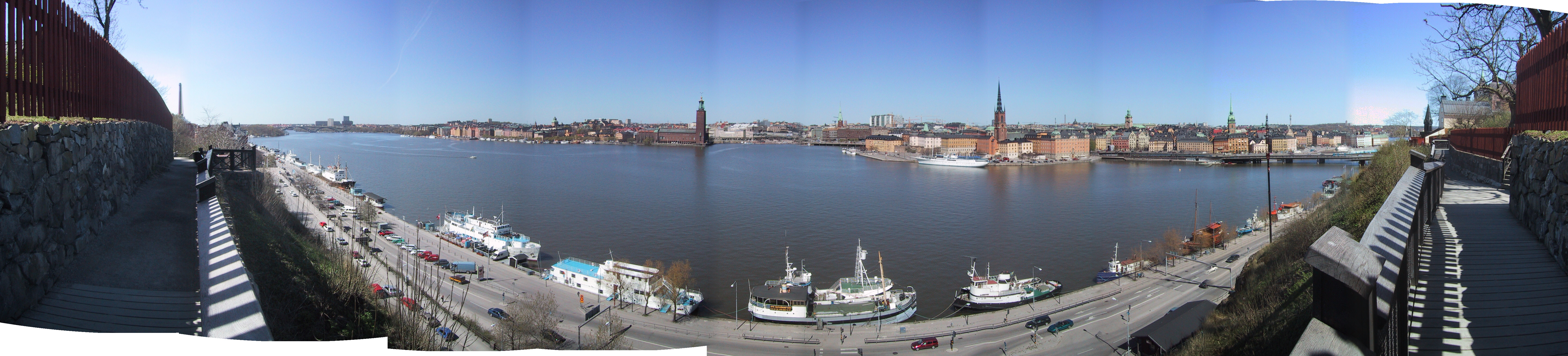
El llac Mälaren amb la part vella, els inicis de la ciutat

Sota la influència de Magnus Ladulås, Estocolm prospera gràcies a les seves relacions comercials amb Lübeck. Forma llavors part de la lliga hanseàtica. El 1270, Estocolm és descrita per documents com una veritable ciutat, i el 1289 és ja la major ciutat de Suècia. La primera estimació fiable de la seva talla es remunta al segle xv. Reuneix llavors aproximadament un miler de llars que equivalia a uns cinc a sis mil habitants.
El 1350, la ciutat coneix un episodi de pesta negra devastador.

### La unió de Kalmar

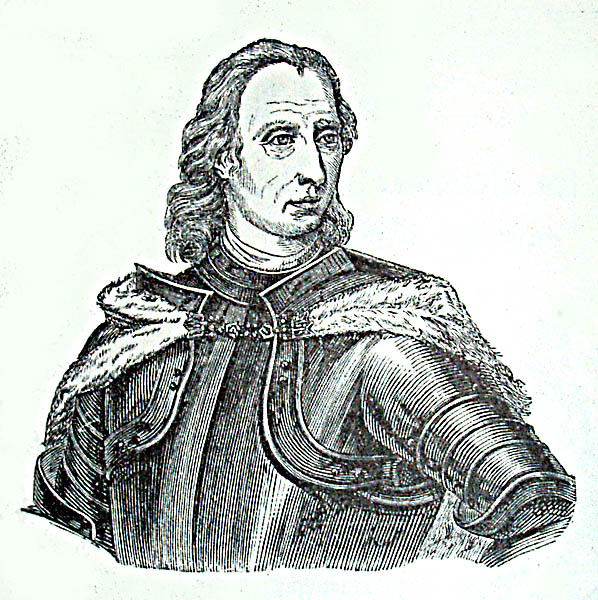
Christian I de Dinamarca

No és fins al 1419 que Estocolm és proclamada capital de Suècia. La seva posició estratègica, així com el seu pes econòmic en fan una plaça important en les relacions entre els reis danesos de la unió de Kalmar i el moviment d'independència suec durant el segle xv. Es desenvolupen nombroses batalles, sobretot la batalla de Brunkeberg guanyada el 1471 per Sten Sture el vell contra el rei de Dinamarca Christian I, i el bany de sang d'Estocolm que tindrà lloc el 1520 sota els ordres de Christian II de Dinamarca, posant fi a la unió de Kalmar.

### El període dels Vasa
El 1521, Gustav Vasa fa la seva entrada a Estocolm i signa el començament d'una nova era per a Suècia. Estocolm creix i s'estira més enllà de Stadsholmen sobre Södermalm i Norrmalm. El 1600, ja compta uns deu mil habitants.

### 1600-1800

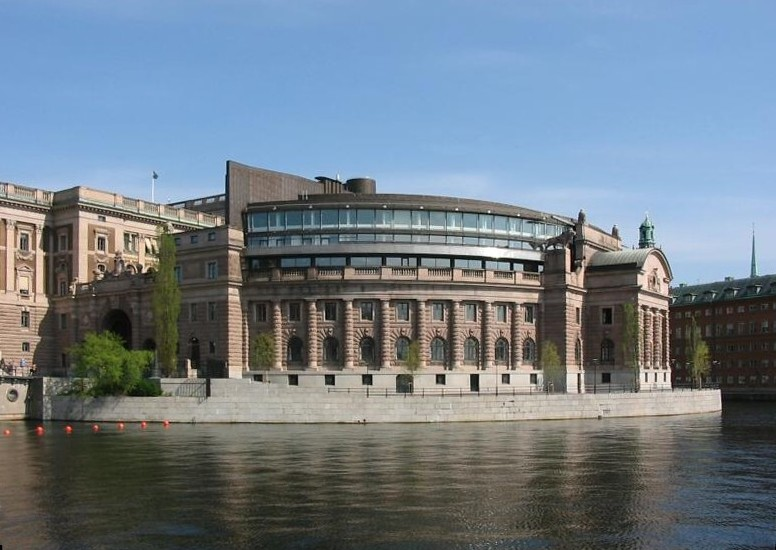
El Parlament de Suècia

Al segle xvii Estocolm es fa una ciutat europea d'envergadura. Entre 1610 i 1680 la seva població es multiplica per sis. Ladugårdslandet, ara anomenat Östermalm així com l'illa de Kungsholmen són en aquells moments absorbits per la ciutat. El 1628 el Vasa arriba a Estocolm. Poc després són instaurades les regles que donen a Estocolm un monopoli sobre els intercanvis entre els negociants estrangers i els territoris escandinaus. En aquesta època són construïts molts castells i palaus, entre els quals la casa de la noblesa (riddarhuset) i al segle xviii el palau reial.
Després de la guerra del Nord que arrossega la destrucció parcial de la ciutat, Estocolm veu com el seu creixement comença a afluixar. Conserva tanmateix el seu paper de capital política de Suècia, i sota el regnat de Gustau III de Suècia afirma la seva superioritat cultural. L'òpera reial és un bon exemple de l'arquitectura d'aquesta època.

### 1800-1900
Al començament del segle xix, Estocolm perd encara més la seva influència econòmica. Norrköping esdevé la principal ciutat industrial del país, i Göteborg un port ineludible gràcies a la seva localització sobre el mar del Nord. En la segona part del segle, Estocolm troba el seu paper de líder en l'aspecte econòmic amb l'aparició de noves indústries, i es fa un centre important per al comerç i els serveis, així com la principal porta d'entrada de Suècia.
La seva població creix llavors de manera molt important per una forta immigració. Al final del segle, només el 40% dels habitants de la ciutat hi havien nascut. Es comencen llavors a desenvolupar barris més enllà dels límits d'Estocolm, al camp i sobre les costes. És també en aquesta època que la ciutat augmenta el seu paper central en l'educació i la cultura, amb l'obertura de nombroses universitats, com el Karolinska Institut.

### Segle XX

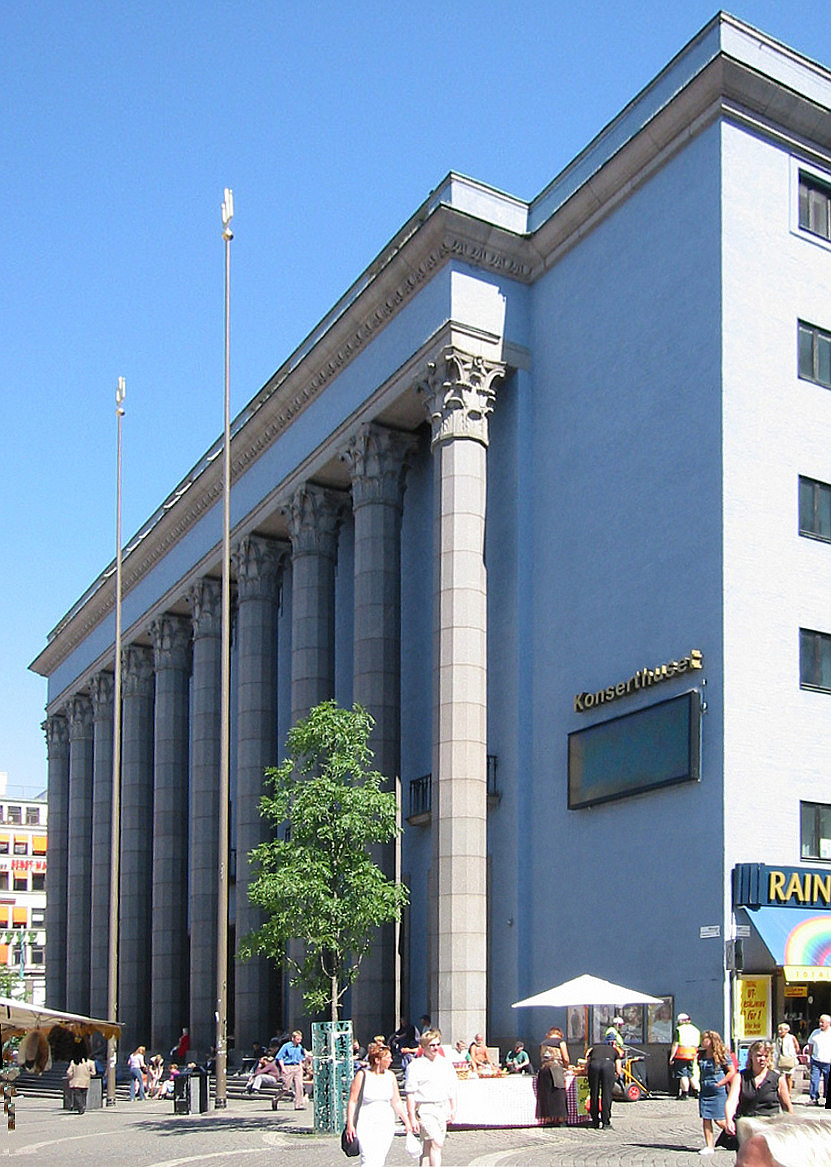
Konserthuset construït al barri de Norrmalm, en la plaça de Hötorget.

Durant el segle xx, Estocolm rehabilita una gran part del seu centre, que barrejava carrers estrets i embolicats que plantejaven problemes a mesura que la circulació augmentava. Les autoritats municipals hi prohibeixen la renovació dels edificis i els compren sobretot els de la zona prop de l'estació central, de Hötorget a Sergels torg, durant la primera meitat del segle. De 1945 a 1967 la zona és derruïda i després reconstruïda, amb amples carrers de vianants així com gratacels.
Al final del segle, Estocolm és una ciutat moderna, cosmopolita i molt avançada en l'àmbit tecnològics. El 1923 el govern del municipi canvia de seu i passa al nou ajuntament. El metro d'Estocolm és construït a partir de 1950, i el districte de Kista s'ha convertit en un important centre per a les noves tecnologies.

### Esdeveniments recents
El 1986 el primer ministre Olof Palme és abatut en ple carrer, i el 2003 la ministra d'afers exteriors Anna Lindh és assassinada al gran magatzem Nordiska Kompaniet.
L'any 2013 el president americà Barack Obama es troba amb el Primer Ministre Fredrik Reinfeldt i el Rei Carles Gustau XVI a Rosenbad, la universitat KTH, la sinagoga i el Palau Reial d'Estocolm.

## Cultura

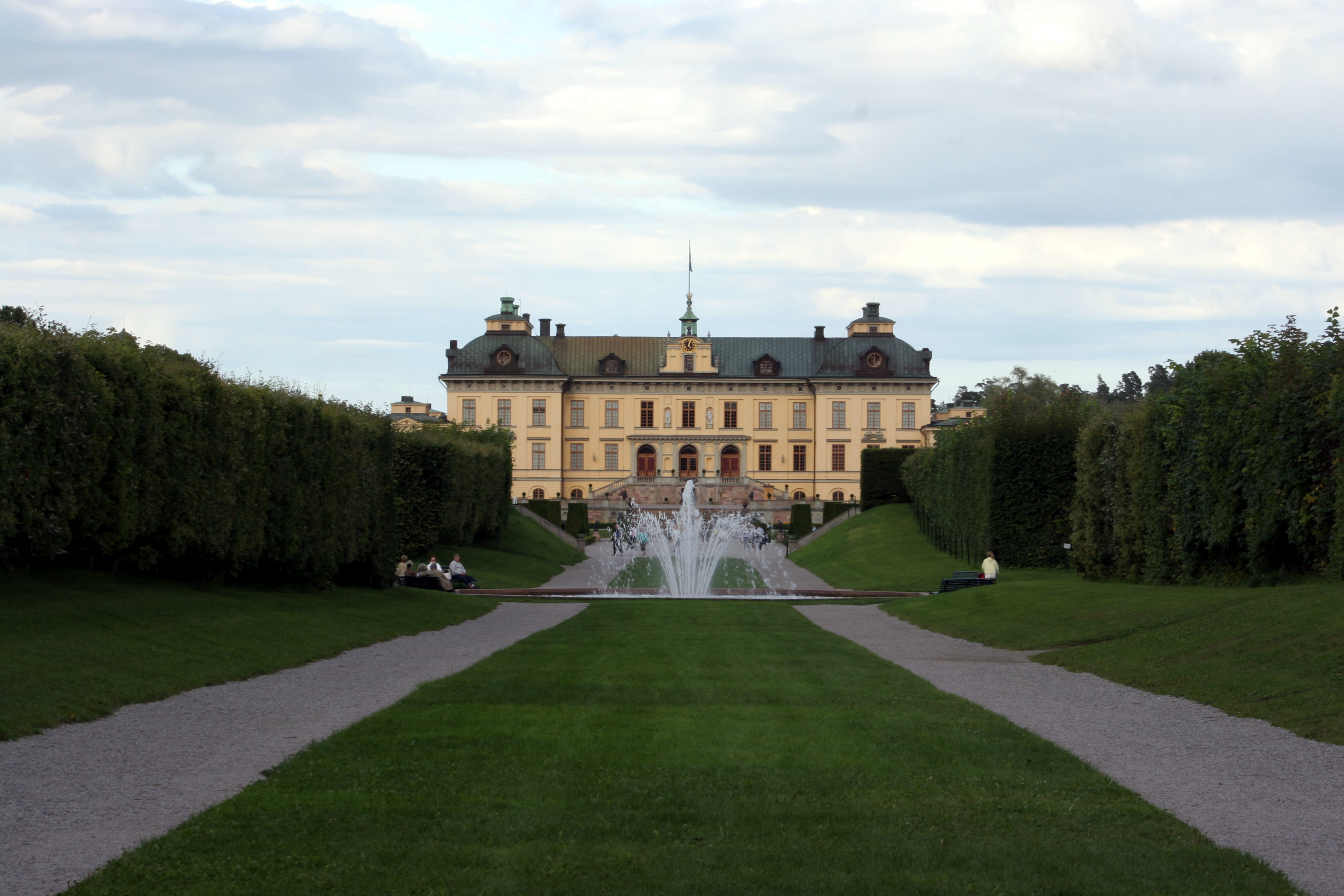
El castell de Drottningholm.

Capital de Suècia, Estocolm compta amb una gran part dels principals llocs culturals de Suècia, com teatres, museus o òperes. A Estocolm i els seus voltants s'hi troben dos indrets inscrits en la llista del Patrimoni de la Humanitat de la UNESCO:
- el castell de Drottningholm.
- el cementiri de Skogskyrkogården.

D'altra banda, Estocolm fou designada capital europea de la cultura el 1998.
Hi ha el Södra Teatern situat en una de les illes d'Estocolm.

### Museus

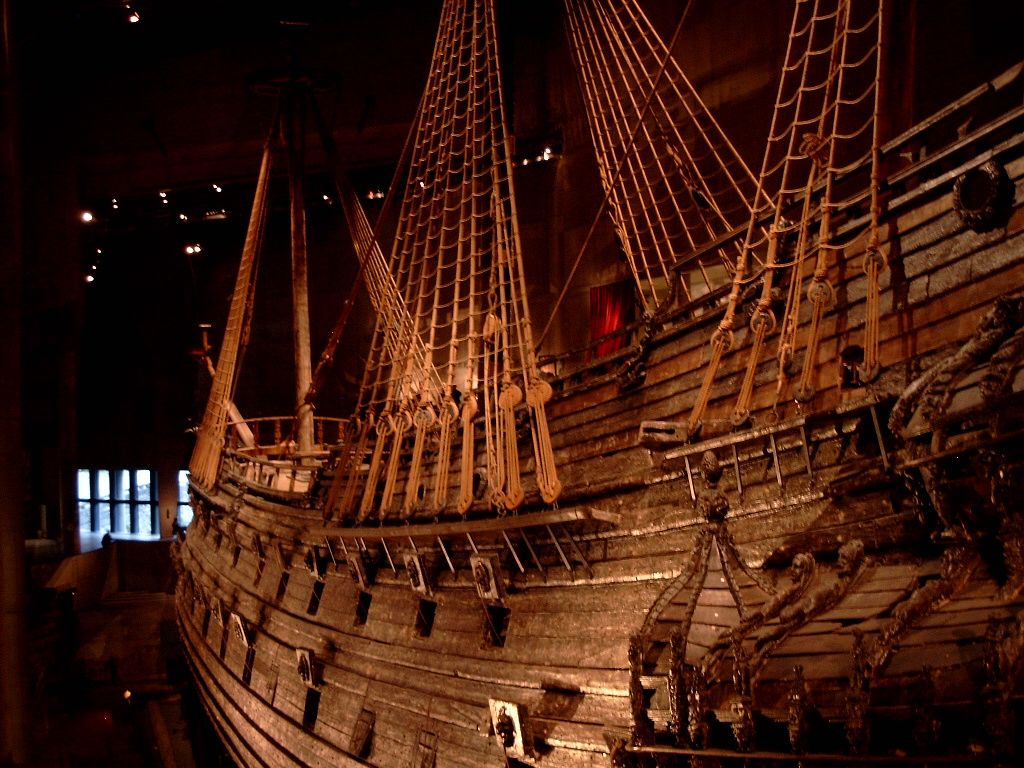
El vaixell Vasa

Estocolm compta prop d'un centenar de museus, alguns dels quals són gratuïts. Els més cèlebres són:
- Museu Vasa.
- Skansen.
- Museu històric.
- Moderna Museet, museu d'art modern.
- Nationalmuseum, museu nacional de belles arts.
- Museu Suec d'Història Natural.
- Nordiska museet, Museu nòrdic.

### Personatges

#### Escriptors
- August Strindberg (Estocolm, 1849 - 1912)
- Lars Söderberg (Estocolm, 1931)
- Lars Norén (Estocolm, 1944)
- Henning Mankell (Estocolm, 1948)
- Mari Jungstedt (Estocolm, 1962)
- John Wikmanson (1753-1800), músic i compositor,

etc.

## Esport
Estocolm va acollir els Jocs Olímpics d'Estiu 1912, i posseeix l'estadi olímpic, el globen i l'amfiteatre de Råsunda per a la pràctica del futbol, de l'hoquei sobre gel o fins i tot del bandy. Els principals clubs de futbol de la ciutat són el Djurgårdens IF i l'AIK Solna. La presència de nombroses basses fa propici la pràctica del patí a gel en període hivernal.

## Llocs d'interès

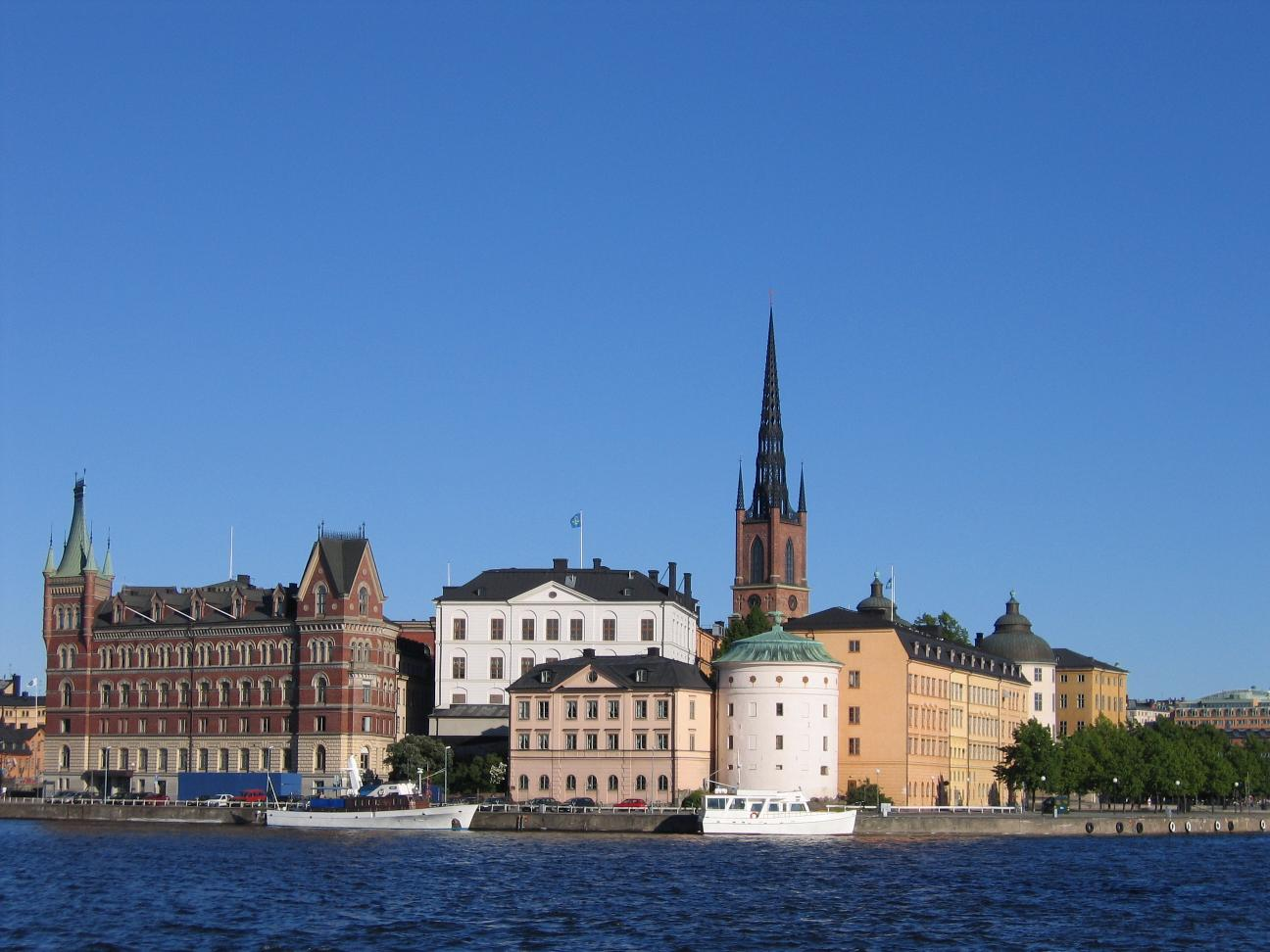
La ciutat vella d'Estocolm, amb la torre de l'església de Riddarholmen ("Riddarholmskyrkan").

La part principal d'Estocolm està composta de diversos barris que constitueixen bonics llocs per visitar.
- La vella ciutat, Gamla Stan se situa principalment sobre l'illa de Stadsholmen. Està constituïda d'estrets carrerons i s'hi troben nombrosos llocs d'interès com el palau reial, el museu Nobel, l'església alemanya, Storkyrkan o la casa de la noblesa.
- Djurgården, una de les illes d'Estocolm, reuneix les principals atraccions turístiques de la ciutat. Hom hi troba el museu Vasa, Skansen, el museu nòrdic, el parc d'atracció de Gröna Lund així com un gran parc.
- Södermalm és un barri molt animat, on es troben moltes discoteques. La plaça de Mariatorget és un lloc molt preuat, així com les nombroses esglésies.

Els altres barris notables pel seu interès turístic són Norrmalm, Östermalm, Kungsholmen o Skeppsholmen.

## Transports

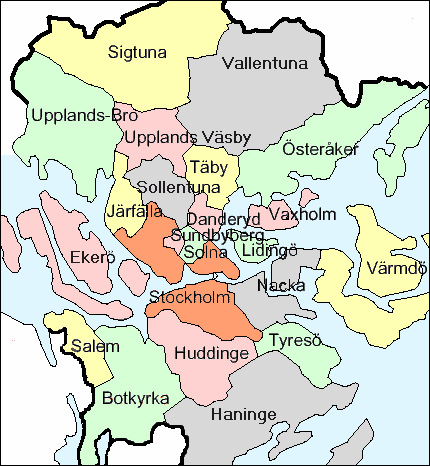
Els barris d'Estocolm.

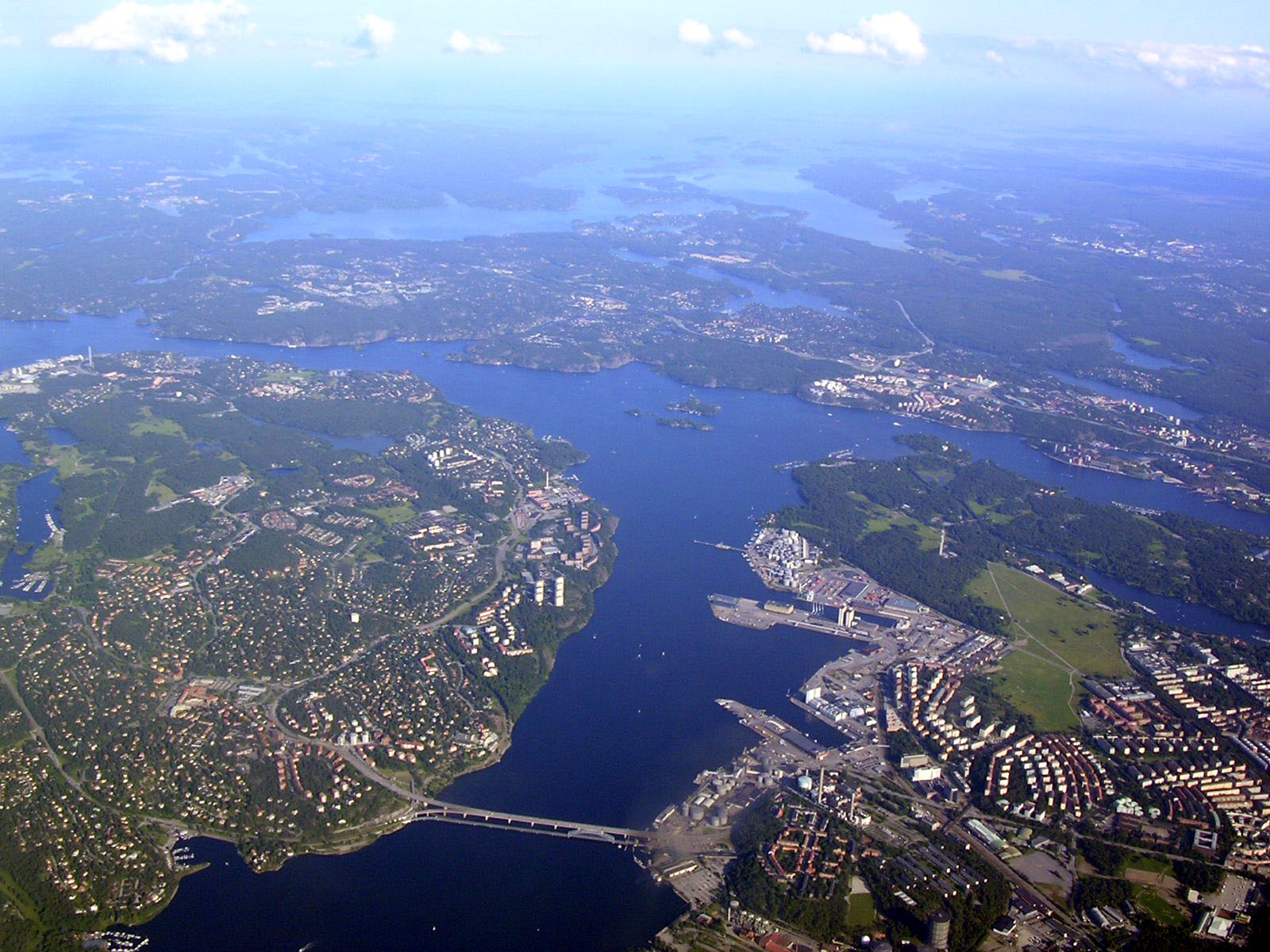
Els afores d'Estocolm vistos des de l'aire (Lidingö a l'esquerra, Östermalm, Gärdet i Djurgården a la dreta.

Estocolm és el punt central del sistema de ferrocarril suec. La ciutat posseeix un aeroport internacional, Arlanda, així com dos aeroports menys importants : Skavsta i Bromma.
Estocolm és igualment un port important, amb relacions sobretot cap a les ciutats de Hèlsinki, Sant Petersburg, Turku, Riga i Tallinn.
Els transports públics són d'una gran varietat. Un metro (Tunnelbana) pels llocs principals de la ciutat implica tres línies de tramvia-trens (pendeltåg, roslagsbana i saltsjöbana) que permeten d'anar als afores a llargues distàncies (un centenar de quilòmetres del nord al sud). Hi ha també tramvies (tvärbana, nockebybana, lidingöbana i djurgårdslinje), així com una vasta xarxa de bus. Els equipaments són propietat la societat Storstockholms Lokaltrafik (SL, propietat del comtat d'Estocolm), i són explotats i mantinguts per subcontractistes. El transport en vaixell són igualment utilitzats cap a l'arxipèlag.
El 3 de gener de 2006, i per un període de prova de sis mesos, s'hi instaurà un sistema de peatge urbà semblant al de Londres, que tenia com a objectius principals reduir els embussos i la contaminació generada pel trànsit per carretera, tot reforçant la xarxa de bus com a contrapartida. El 17 de setembre de 2006, i coincidint amb les eleccions generals del país se celebrà un referèndum per decidir-ne l'aplicació definitiva o no. Els habitants d'Estocolm hi votaren favorablement, però els de les 14 ciutats del voltant no. En total, l'aplicació permanent del peatge urbà rebé un 47,5% de vots favorables i un 52,5% de contraris. Tanmateix, els partits vencedors a les eleccions generals decidiren tirar endavant la iniciativa, i el parlament n'aprovà l'apliació permanent el 20 de juny del 2007, entrant en vigor l'1 d'agost del mateix any.
També hi ha en funcionament un sistema de bicicletes públiques semblant al bicing de Barcelona.

## Economia
El domicili social de més del 40% de les empreses sueques se situa a Estocolm, que és el centre econòmic i financer de Suècia. Estocolm posseeix algunes empreses d'alta tecnologia, com Ericsson, electrolux o AstraZeneca. El districte de Kista és un dels centres europeus més dinàmics per a les tecnologies de la informació i de la comunicació.
El turisme s'ha fet des de fa alguns anys una activitat molt important per a la ciutat d'Estocolm amb set milions de visitants anualment.

## Formació

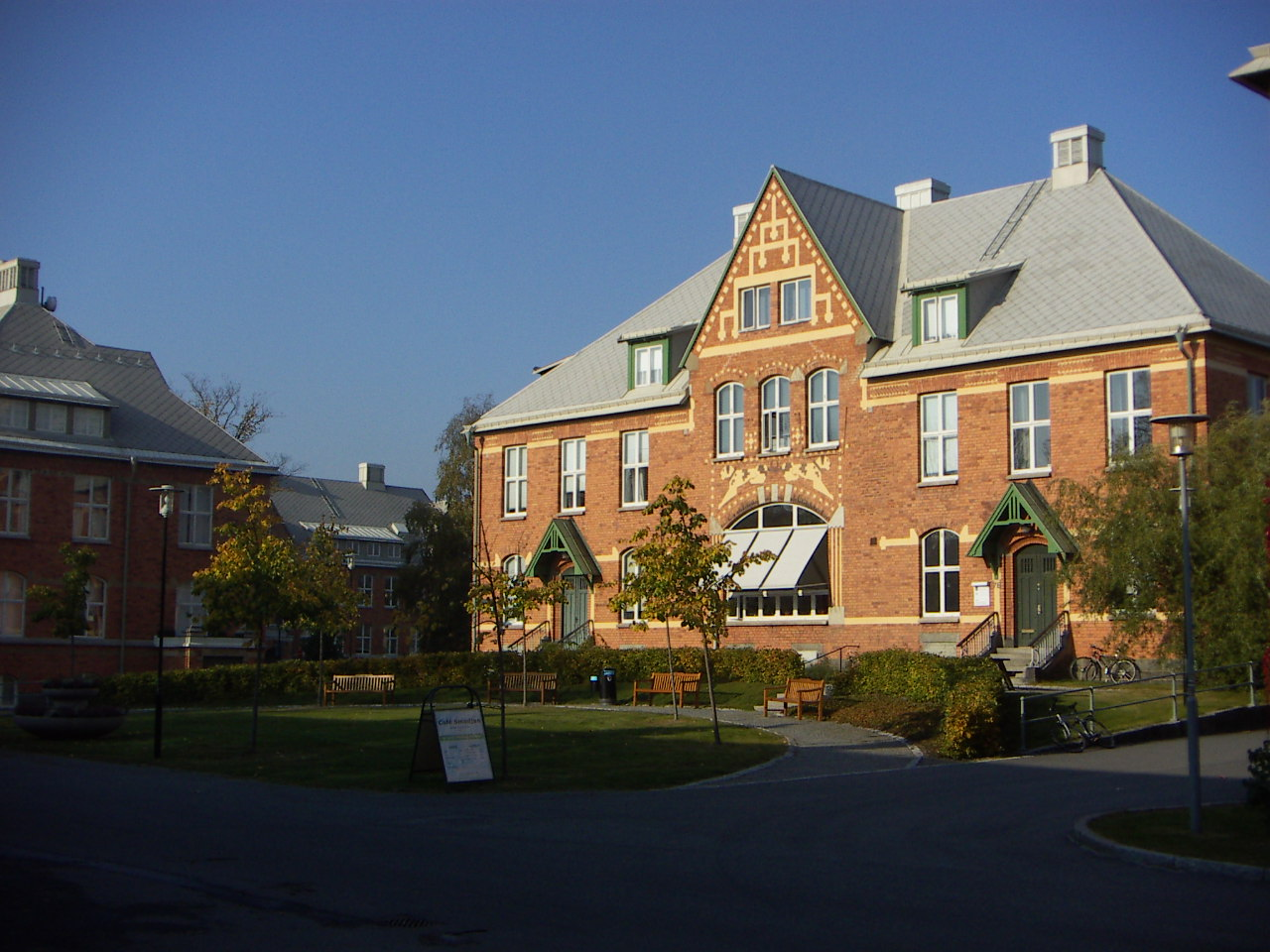
La facultat de matemàtiques Albano a la universitat d'Estocolm

Estocolm posseeix 16 grans escoles i universitats, entre les quals el Karolinska Institut, la Universitat d'Estocolm i l'Institut Reial de Tecnologia (Kungliga Tekniska Högskolan). El seu nombre és en expansió, com a mostra la creació de Södertörns Högskola, al sud (Flemingsberg).
Les acadèmies reials són igualment situades a Estocolm, com l'Acadèmia Reial de les Ciències de Suècia i l'Acadèmia Sueca que vetlla per la "puresa, fortalesa, i alçada de la llengua sueca" i atorga tots els anys els premis Nobel.

## Personatges cèlebres

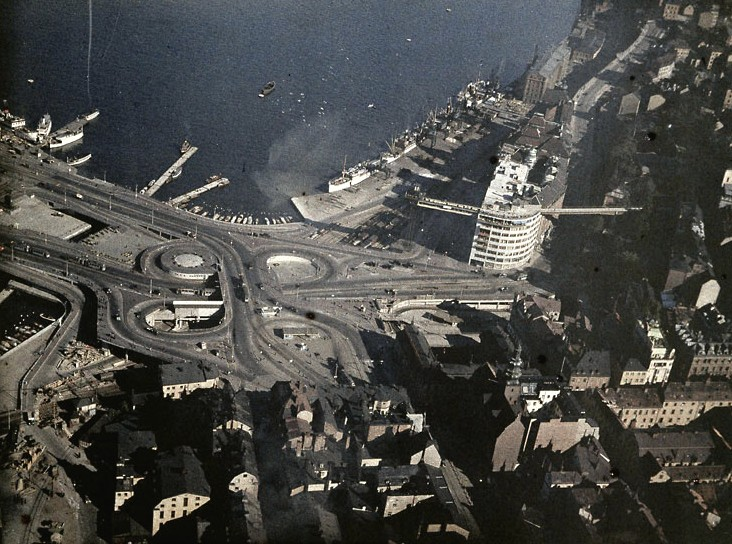
Slussen modern, fotografia de Gustav Cronquist de 1936

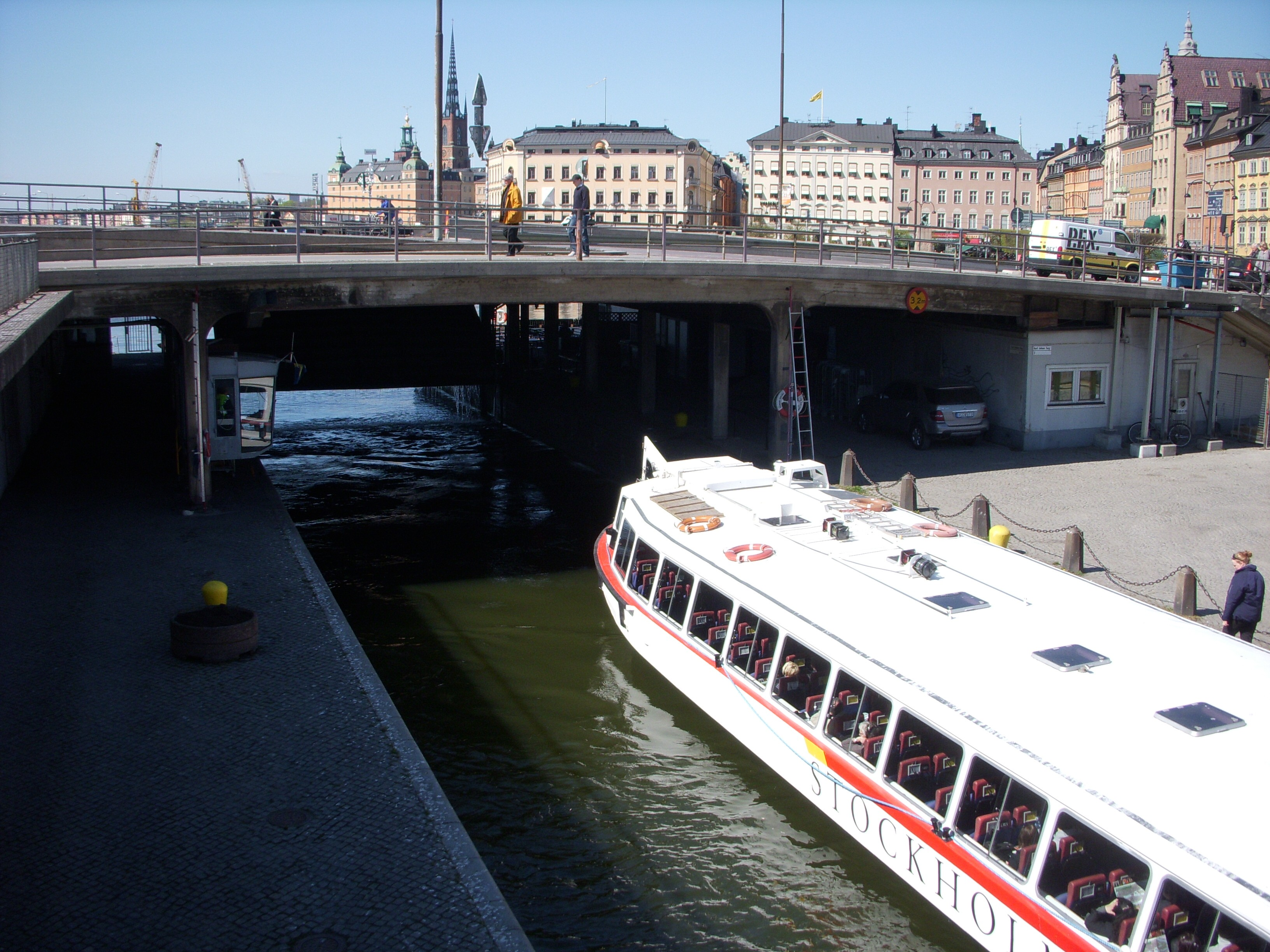
Slussen actual, abril de 2009

Els personatges següents van néixer a Estocolm:
Categoria principal: persones d'Estocolm
- Benny Andersson (1946-), cantant
- Klas Pontus Arnoldson (1844-1916), Premi Nobel de la Pau de 1908
- Ingrid Bergman (1915-1982), actriu
- Folke Bernadotte (1895-1948), diplomàtic
- Oscar Byström (1821-1909) compositor musical
- Ulf von Euler (1905-1983) metge i farmacòleg, Premi Nobel de Medicina o Fisiologia de l'any 1970
- Greta Garbo (1905-1990), actriu
- Carl Larsson (1852-1919), pintor
- Yngwie Malmsteen (1963-), guitarrista
- Alfred Nobel (1833-1896), industrial i científic
- Art Spiegelman (1948-), autor teatral
- August Strindberg (1849-1912), escriptor
- Emanuel Swedenborg (1688-1772), científic, teòleg i filòsof
- Marie Taglioni (1804-1884), ballarina
- Arne Tiselius (1902-1971), bioquímic, Premi Nobel de Química de 1948.
- Tomas Tranströmer (1931-2015) escriptor, poeta i traductor, Premi Nobel de Literatura 2011.
- Raoul Wallenberg (1912-data de defunció incerta), diplomàtic
- Ferdinand Zellbell (1719-1780) compositor,
- Olive Fremstadt (1872-1951) mezzosoprano.
- Hedvig Charlotta Nordenflycht (1718-1763) poetessa i escriptora.
- Ludvig Norman (1784-1822) compositor i director d'orquestra.
- Hjalmar Branting (1860-1925) Primer Ministre de Suècia, Premi Nobel de la Pau de 1921.
- Sune Bergström (1916-2004) químic i bioquímic, Premi Nobel de Medicina o Fisiologia de l'any 1982.
- Tomas Lindahl (1938 -): científic, Premi Nobel de Química de l'any 2015.
- Sigrid Onégin (1891-1943), contralt-mezzosoprano.